# Löwenbräu Zürich

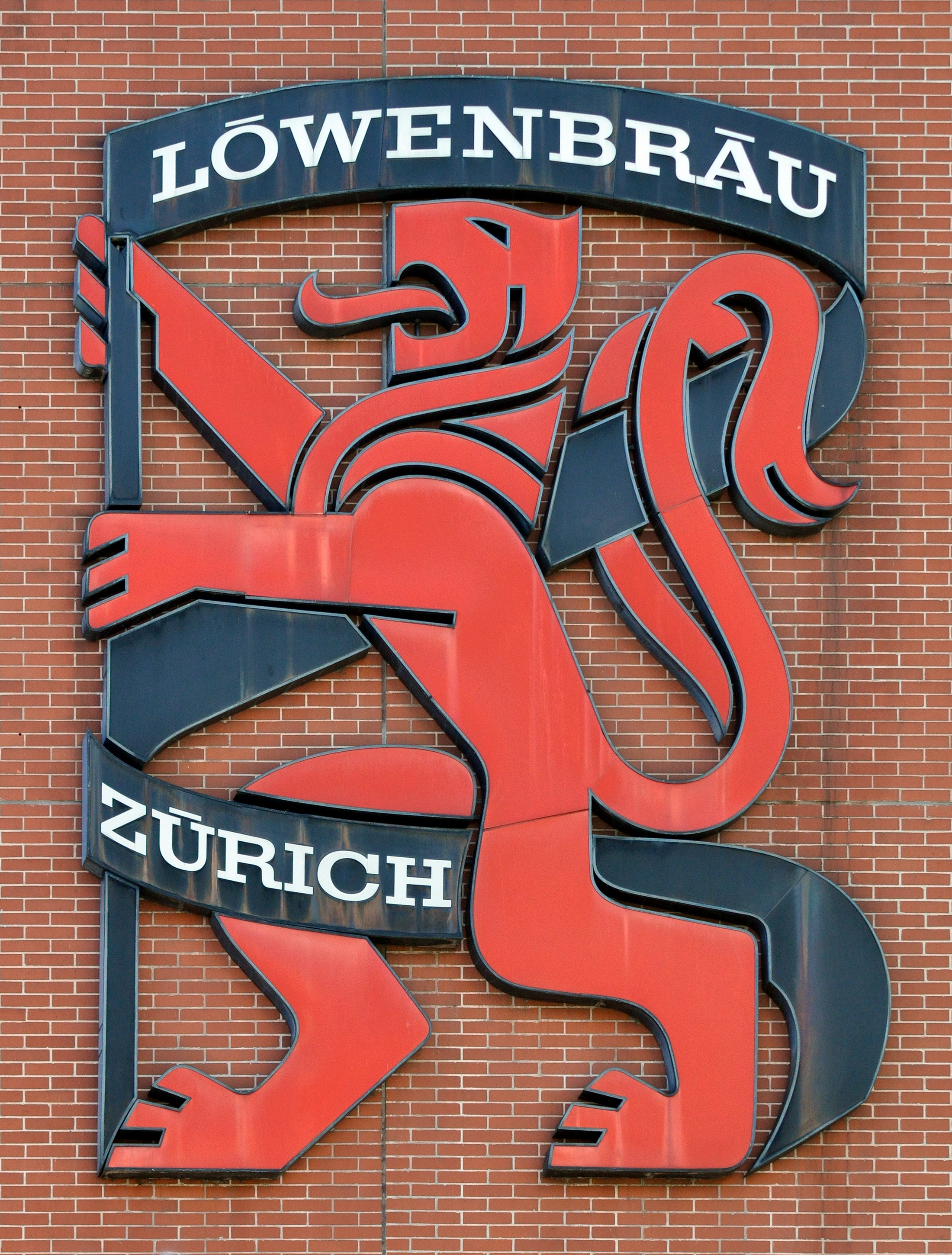
Logo der Löwenbräu Zürich AG

Die Löwenbrau Zürich AG war eine Bierbrauerei in Zürich und ging aus den 1890 fusionierten Brauereien in Wald ZH und Feldbach in Hombrechtikon hervor. Der Standort im Industriequartier in Zürich mit dem heutigen denkmalgeschützten Gebäude hatte seine Geburtsstunde im Jahr 1897. 1984 wurde das Unternehmen von der «Brauerei Hürlimann» übernommen und die Betriebsstätte 1986 geschlossen. Die Marken der Löwenbräu wurden noch eine Zeitlang von der «Brauerei Hürlimann» weitergeführt.

## Geschichte

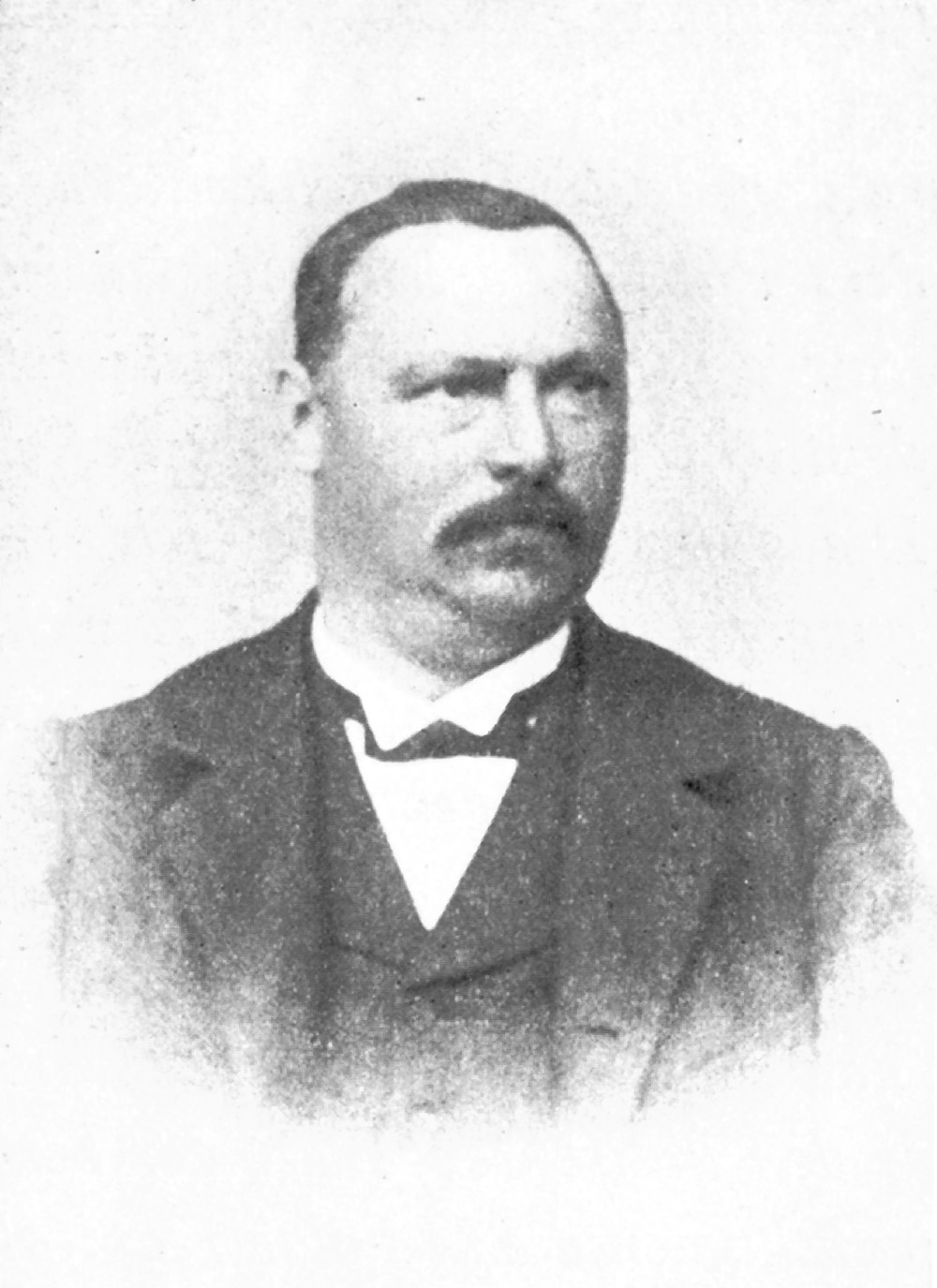
Joseph Boesch, Direktor der Aktienbrauerei von 1896 bis 1913

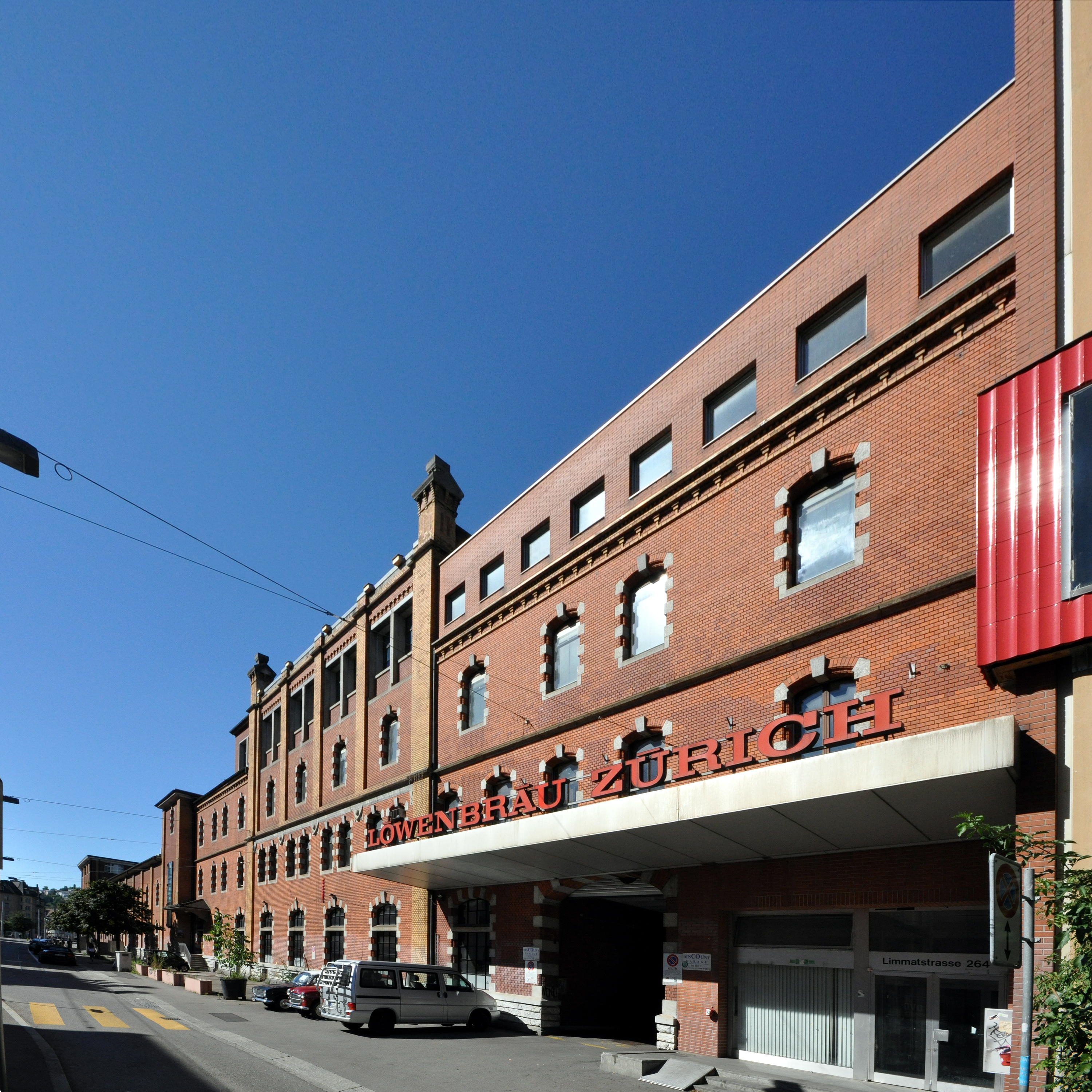
Das denkmalgeschützte Gebäude von 1897 der Löwenbräu, das heute Raum für Kulturelles bietet und das Migros Museum für Gegenwartskunst und das Lokal Säulenhalle beinhaltet.

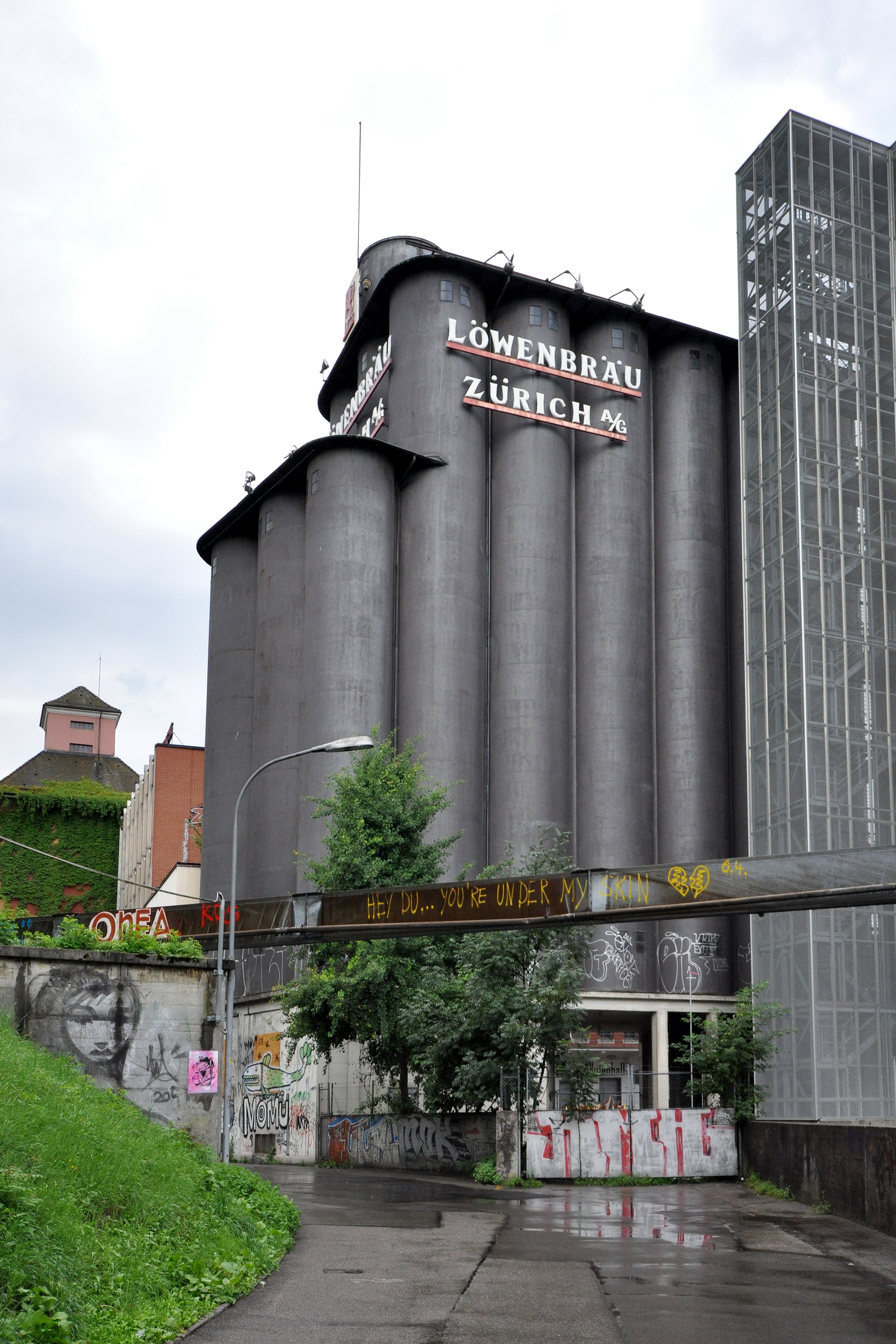
Silos der ehemaligen Brauerei

Die Löwenbräu ist aus dem Unternehmen «Wald-Feldbach» hervorgegangen. Die Aktienbrauerei «Wald-Feldbach» wurde 1890 unter der Führung des Zürcher Bankiers Kugler-Borsinger mit einem Aktienkapital von 1,2 Mio. Franken gegründet. Sie ging aus der Fusion von der «Brauerei Felsenkeller» bei Wald ZH und der «Brauerei Feldbach» in Hombrechtikon hervor. Der Besitzer (Otto Oberholzer) der «Brauerei Felsenkeller» trat zurück und der Besitzer der «Brauerei Feldbach», Wilhelm Funk, wurde Direktor. Das Unternehmen hatte kurz nach der Gründung mit Personalproblemen zu kämpfen. Der bisher erfolgreiche Depotleiter in Zürich der «Brauerei Felsenkeller» wechselte zur «Brauerei Hürlimann» und wurde dort kaufmännischer Leiter per 1. Mai 1891. Auch sein Bruder, der das Depot der «Brauerei Felsenkeller» in Winterthur führte, wechselte zur «Brauerei Hürlimann». Mit beiden verlor die neu gegründete «Wald-Feldbach» gleich zu Beginn Kunden. Der Braumeister der «Brauerei Felsenkeller» legte ebenfalls im Jahr 1891 seine Arbeit nieder.
Der Betrieb der «Brauerei Feldbach» wurde 1892 eingestellt und die Produktion des Biers für die Kunden in Feldbach musste die «Brauerei Felsenkeller» übernehmen. 1896 wurde Joseph Boesch mit der Geschäftsleitung betraut und Wilhelm Funk, Direktor seit Gründung der fusionierten Brauerei, trat zurück. Am 30. Januar 1897 wurde entschieden, eine neue Brauerei im Industriequartier in Zürich zu eröffnen und den Namen von «Wald-Feldbach» in «Aktien-Brauerei Zürich» zu ändern. Die Produktion begann im März 1898, noch vor der kompletten Fertigstellung der neuen Betriebstätte mit Gleisanschluss im Sommer 1898. Die Liegenschaften in Wald ZH und Feldbach wurden in die neugegründete Tochter «Aktien-Brauerei Wald» überführt.
1899 wurde in der Erwartung eines grösseren Bierabsatzes aufgrund der Weltausstellung in Paris 1900 die Eismaschine vergrössert. 1908 wurde die Flaschenabfüllanlage in einen neugebauten Anbau verlegt. 1911 produzierte die neue Brauerei in Zürich bereits 76'000 Hektoliter Bier. Da die Bilanz seines Schaffens als Direktor nicht nur positiv war, wechselte Joseph Boesch am 1. Juli 1913 von der Direktion in den Verwaltungsrat. Die Brauerei hatte zu viele Immobilien, was zu einem grösseren Problem anwuchs. Am 1. Februar 1914 verliess Joseph Boesch den Verwaltungsrat, er starb am 18. Juli 1919. Im Juni 1916 wurde J. Grossmann alleiniger Direktor und musste die Probleme des Unternehmens lösen. Er konnte in den folgenden Jahren die Kundschaft einiger Brauereien übernehmen, aber ohne die Immobilien. So übernahm die Aktienbrauerei 1915 die Kundschaft der früheren «Gütsch-Brauerei» in Luzern und 1916 die Kundschaft der «Brauerei zum Schweizerhaus» in Wil. 1917 wurde die bisher mit Dampfkraftanlagen betriebene Brauerei elektrifiziert.
In den Kriegsjahren des Ersten Weltkriegs ging die gesamte Produktionsmenge aller in der Aktienbrauerei angeschlossenen Brauereien um 26 Prozent zurück. Eine Konsolidierung der Produktionsstätten zwang sich auf. Betroffen waren das Unternehmen «Wald-Feldbach», die «Brauerei Horber» in Zürich, die «Brauerei Schönthal» in Winterthur, die Brauerei «Leopold Haas» in Zürich, die «Brauerei Nürensdorf», die «Brauerei Gambrinus» in Zürich und die «Brauerei Bavaria» in Zürich. Am 1. Juli 1918 fusionierte das Unternehmen mit der «Aktien-Brauerei» in Wil. Ebenso konnte die Aktienbrauerei Zürich die Kunden der «Brauerei Seefeld» in Zürich, «Brauerei Uhler» in St. Gallen, «Brauerei Gütsch» in Luzern, «Brauerei Wanner» in Wil, «Brauerei Wirthensohn» in Wattwil, «Brauerei zur Hoffnung» in Lichtensteig und die «Brauerei Stein» im Kanton Appenzell übernehmen. Somit gingen schliesslich fünfzehn Brauereien in der Aktienbrauerei Zürich auf.
1920 wurden die Trebertrockenanlage ersetzt und Reparaturwerkstätten eingerichtet. 1920 und 1921 wurde die Kühlanlage umgebaut. Der Bierabsatz betrug im Geschäftsjahr 1920/1921 etwa 47'000 Hektoliter. Nach der Übernahme der Kleinbrauerei Löwenbräu in Dietikon im Jahr 1925 änderte die Firmenbezeichnung in Löwenbräu Zürich AG. 1930 betrug die produzierte Menge 121'000 Hektoliter Bier. Die Kriegsjahre führten zu einem Rückgang der Produktionsmenge, und erst Ende der 1960er-Jahre wurde ein neuer Produktionshöchststand von 150'000 Hektoliter erreicht. Um die Kapazität zu erhöhen, nahm die Brauerei 1973 einen Neubau mit einem Maschinen- und Sudhaus, Büros und Kantine in Betrieb. 1979 begab sich die Löwenbräu auf den amerikanischen Markt und konnte 1982/1983 10'830 Hektoliter «Swiss Beer» in die USA exportieren. 1984 wurde die Löwenbräu von Hürlimann gekauft, die Betriebsstätte wurde 1986 geschlossen. Die Marken der Löwenbräu wurden noch eine Zeitlang von der «Brauerei Hürlimann» weitergeführt.

## Sortiment
Die Brauerei produzierte in den 1980er-Jahren zwei Lagerbiere, «Löwenbräu hell» und «Löwenbräu dunkel», und das Spezialbier «Löwengold». Als Spezialitäten wurden Festbier, das Starkbier «Doppelbock dunkel», «Lions», das ausschliesslich exportierte Leichtbier «Swiss Beer» hell und dunkel sowie das alkoholfreie Bier «Libero» hergestellt.

## Ausbau Löwenbräuareal

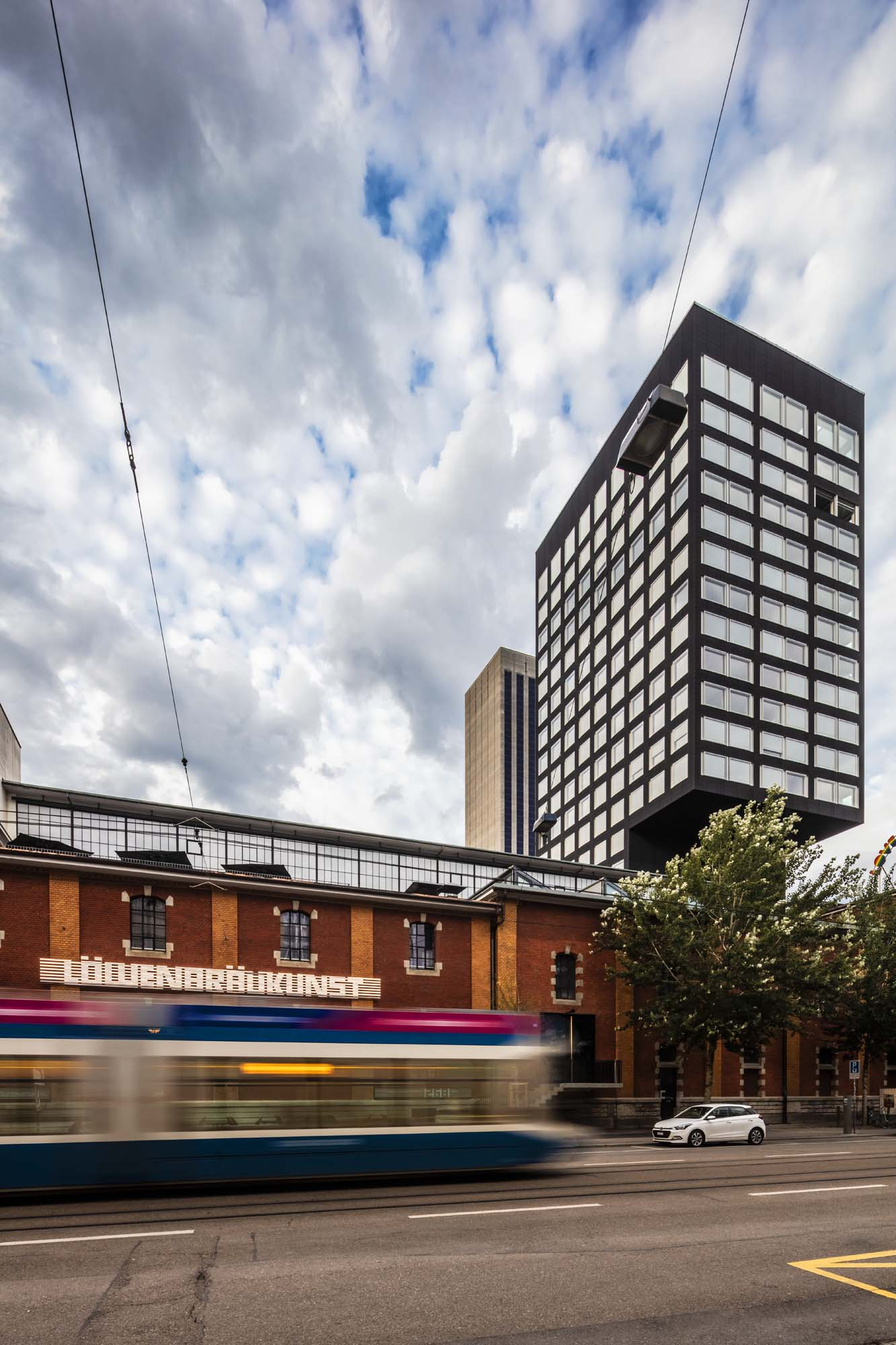
Ansicht Löwenbräukunst (Stand August 2019)

Das Löwenbräuareal mit dem denkmalgeschützten Gebäude, den Silos und dem Kamin der ehemaligen Brauerei wurde ab 2010 bis 2013 ausgebaut und erweitert. Das Areal bietet nun Raum für Dienstleistungen, Wohnungen und kulturelle Nutzungen. Das ehemalige Brauereigebäude wird als Kunstgalerie (Hauser & Wirth), Museum (Migros Museum für Gegenwartskunst) und als Ausgangslokal (Säulenhalle) genutzt. Das Projekt zur Erweiterung des Areals wurde bereits 1993 vom Gemeinderat genehmigt, aber lange Zeit auf Eis gelegt. 2003 entschied sich die neue Eigentümerin REG Real Estate AG, das Projekt umzusetzen. Zu den denkmalgeschützten Altbauten kommen drei Neubauten hinzu. Es handelt sich um ein Wohnhochhaus, ein Bürogebäude und ein zusätzliches Gebäude, das für die Kunstnutzung offensteht. Das eine flankierende Hochhaus wird eine rote Erscheinung haben und 38 Meter hoch sein. Das zentralere Hochhaus wird eine schwarze Fassade haben und 70 Meter hoch sein und so über dem Areal herausragen. Aus den 32.000 Quadratmeter Gesamtnutzfläche werden gut 36 Prozent Wohnungen (56 Wohnungen insgesamt), knapp 32 Prozent Büroräumlichkeiten und Fläche für kulturelle Nutzungen.

## Neupositionierung als «Löwenbräukunst Zürich»
2018 positionierte sich das Löwenbräu-Areal neu als Kunstzentrum unter der Dachmarke «Löwenbräukunst Zürich». Der einheitliche Auftritt wurde auch architektonisch,Gigon & Guyer Architekten, durch die neue Verbindung zwischen den Gebäuden der Limmatstrasse 268 und 270 und mittels einer einheitlichen Signaletik verstärkt. Zusätzlich zum Angebot von Kunstinstitutionen, der Kunst- und Kulturstiftung, den Galerien und dem Verlag zogen eine neue Gastronomie, ein Art Escape Room, sowie ein Gallery Sharing Konzept und das Migros-Kulturprozent als neue Mieterin ein.
Mit dem Umzug es Museum Haus Konstruktiv im Frühling 2025 etabliert sich das Löwenbräukunst-Areal als einzigartiges Kunstzentrum. Unter *Löwenbräukunst* sind folgende Institutionen vereint: Migros Museum für Gegenwartskunst, Kunsthalle Zürich, Luma Westbau, Edition VFO, Galerie Hauser & Wirth und das Bistro LOI.
Sie präsentieren ein vielfältiges Programm aus Ausstellungen, Veranstaltungen und interdisziplinären Projekten.